# Southport (métro de Chicago)
Pour les articles homonymes, voir Southport.
Southport est une station aérienne de la ligne brune du métro de Chicago située dans le nord-est de la ville dans le quartier de Lakeview.
Pendant des décennies, Southport servit le quartier plutôt ouvrier qui l'entourait, mais aujourd’hui le quartier est en plein renouveau amorcé au début des années 1990, il est désormais peuplé de petits cafés et de magasins spécialisés haut de gamme. Cette évolution s’est également fait sentir dans l’accroissement du nombre de passagers sur le ‘L’.

## Description
La station Southport fut inaugurée le 18 mai 1907 sur la Ravenswood Line par la Northwestern Elevated.
L’extérieur du bâtiment a été construit en brique rouge foncé et avait une conception assez simple ses fondations étaient faites de pierre et de béton. Les murs extérieurs étaient sobres, sans fioritures, à l'exception des ornements simples autour de la corniche. Les portes d’entrée étaient composées de mosaïques.
L'intérieur de la station était également plutôt modeste, les murs intérieurs étaient vêtus de brique vernissée dans lesquels se trouvaient la salle des guichets et les escaliers vers les quais. Le stand de billets fut déplacé sur le mur ouest en 1990 afin de laisser la place pour installer les tourniquets d’accès aux quais.
De manière générale, Southport ressemble aux autres stations de la Ravenswood Line.
Dans le cadre du Brown Line Capacity Expansion Project, elle fut fermée le 2 avril 2007 afin de reconstruire les quais mais aussi la salle des guichets permettant également un accès plus aisé aux personnes à mobilité réduite. La nouvelle entrée principale de la station composée de deux cages d’ascenseurs a été reconstruite sur l’est de Southport Avenue à l’emplacement de l’ancien bâtiment. La façade de la station est composée de bandes verticales en aluminium à pans de fenêtres surmontées de panneaux en aluminium afin de faire pénétrer la lumière du jour dans la salle des guichets.
Les plates-formes ont été allongées et rénovées avec une nouvelle terrasse, balustrades, éclairages et signalisation tandis que les auvents d’origines ont été conservés et remis à neuf dans une couleur brune en rappel de la couleur de la ligne qui dessert Southport.
Southport a été rouverte le 30 mars 2008 et 711 307 passagers y ont transité en 2008.

## Dessertes
| Nord/Ouest            |  |             |  | Sud/Est                             |
| --------------------- |  | ----------- |  | ----------------------------------- |
| Paulina vers Kimball  |  | ligne brune |  | Belmont vers Kimball via Clark/Lake |
| modifier sur Wikidata |  |             |  |                                     |